# Funiculaire de Saint-Hilaire-du-Touvet
Le funiculaire de Saint-Hilaire-du-Touvet est un moyen de transport par câble situé dans le département de l'Isère sur le flanc sud-ouest du massif de la Chartreuse. Il permet de relier la commune de Lumbin, située dans la vallée du Grésivaudan entre Grenoble et Chambéry à celle de Saint-Hilaire-du-Touvet, sur le plateau des Petites Roches.
Avec une pente de 83 %, le funiculaire possède la plus forte inclinaison de France (le record d'Europe est détenu par le Funiculaire Schwyz-Stoos avec 110 % et celui du monde par le Scenic Railway du Scenic World avec 122 %). C'est aussi l'un des plus anciens des Alpes françaises.
Le funiculaire est fermé fin 2021 à la suite de très grosses intempéries, et sa réouverture est prévue pour 2027.

## Historique
Au début des années 1920, il est construit par la Caisse Syndicale d’Assurance Mutuelles des Forges de France, pour desservir le sanatorium du plateau des Petites Roches. Il est mis en service le 19 juillet 1924.
Le funiculaire assure un trafic touristique permettant la visite du plateau, le transport des marchandises, notamment les matériaux de constructions des bâtiments des divers sanatoriums. Il offre également une desserte quotidienne de ces établissements et du plateau.
Le développement de l'automobile l'a fortement concurrencé à partir des années 1930. Le trafic diminue et l'exploitation est abandonnée en 1971.
C'est alors que la société des Chemins de fer Touristiques et de Montagne (CFTM) qui exploite le chemin de fer du Vivarais propose à la commune de Saint-Hilaire-du-Touvet de racheter la ligne pour une somme symbolique à l'Association Métallurgique et Minière.
Le 1er mai 1972, la société des Chemins de fer Touristiques et de Montagne (CFTM) reprend l'exploitation jusqu'en 1977. Son directeur, Jean Arrivetz, attaché à la direction de la compagnie TCL (Transports en commun lyonnais) bénéficie du soutien logistique et de l'expérience de la compagnie lyonnaise en matière de funiculaire (trois funiculaires circulant quotidiennement).
Ensuite, une régie municipale assure le service.
Le trafic touristique a été développé grâce à une bonne publicité et l'essor des parapentistes qui utilisent le funiculaire pour remonter, notamment durant la Coupe Icare au mois de septembre.
Au cours des dernières années, le funiculaire a permis de désaisonnaliser le tourisme. Grâce à sa présence, la commune de Saint-Hilaire peut se poser la question d'éventuellement abandonner le ski, menacé par le dérèglement climatique,  le plus gros du chiffre d'affaires étant désormais fait durant l'été.
Le 29 décembre 2021, une vigilance orange pluie-inondations est émise par Météo-France pour les départements de l'Isère, de la Savoie, de la Haute-Savoie et de l'Ain. De violentes pluies sur un sol saturé en eau associées à une fonte rapide du manteau neigeux provoquent un important débordement du ruisseau de Montfort, endommageant gravement les voies et la gare aval du funiculaire qui sont recouverts de plusieurs mètres de gravas par endroit,. L'une des deux voitures du funiculaire, stationnée dans la gare aval est ensevelie, seule sa toiture étant encore visible au moment de la constatation des dégâts.
Après de nombreuses études techniques, un calendrier des travaux est annoncé début 2024. La réouverture du funiculaire est prévue pour 2027,.

Le funiculaire à différentes époques
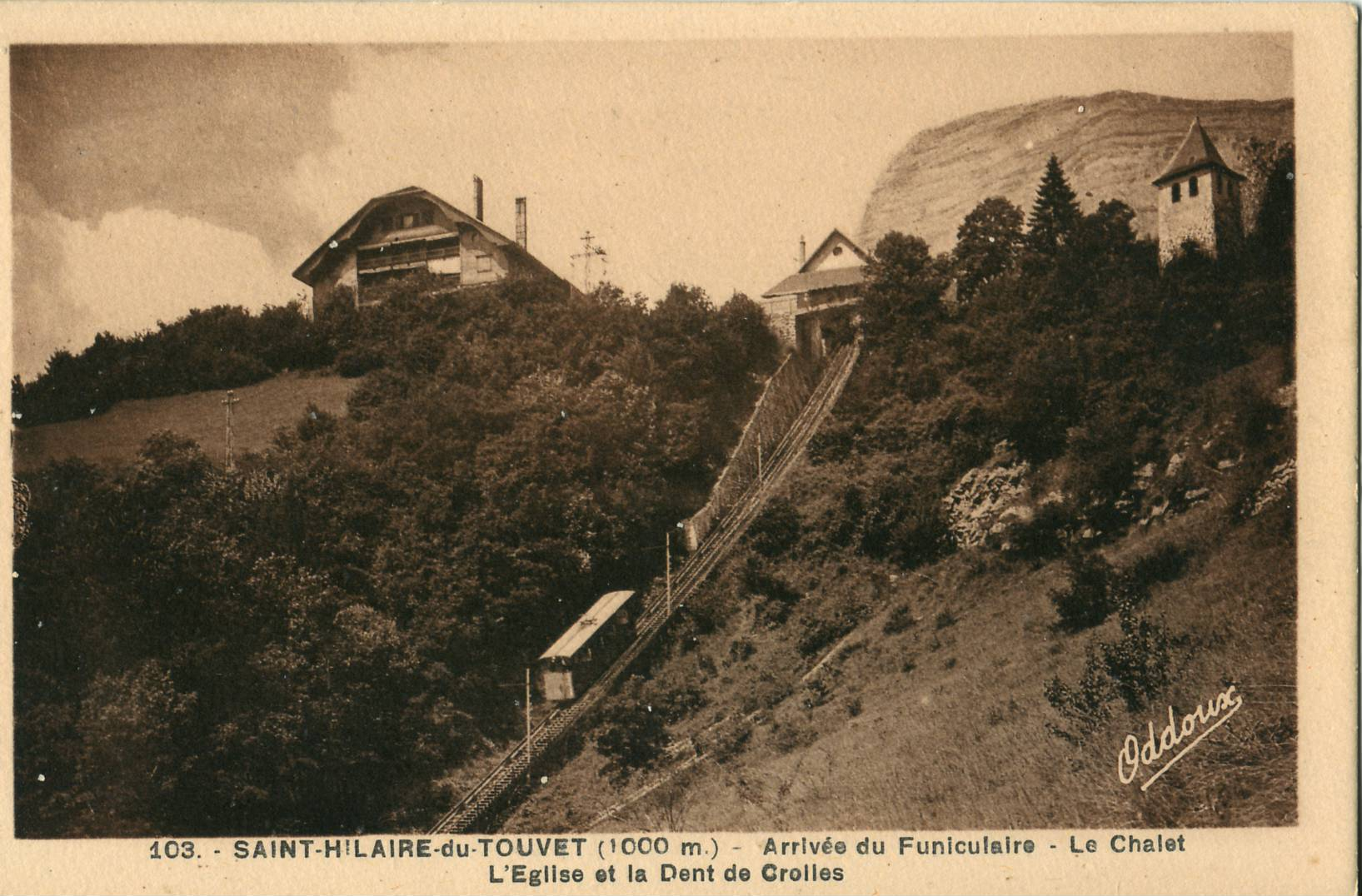
Le funiculaire, au début de son exploitation
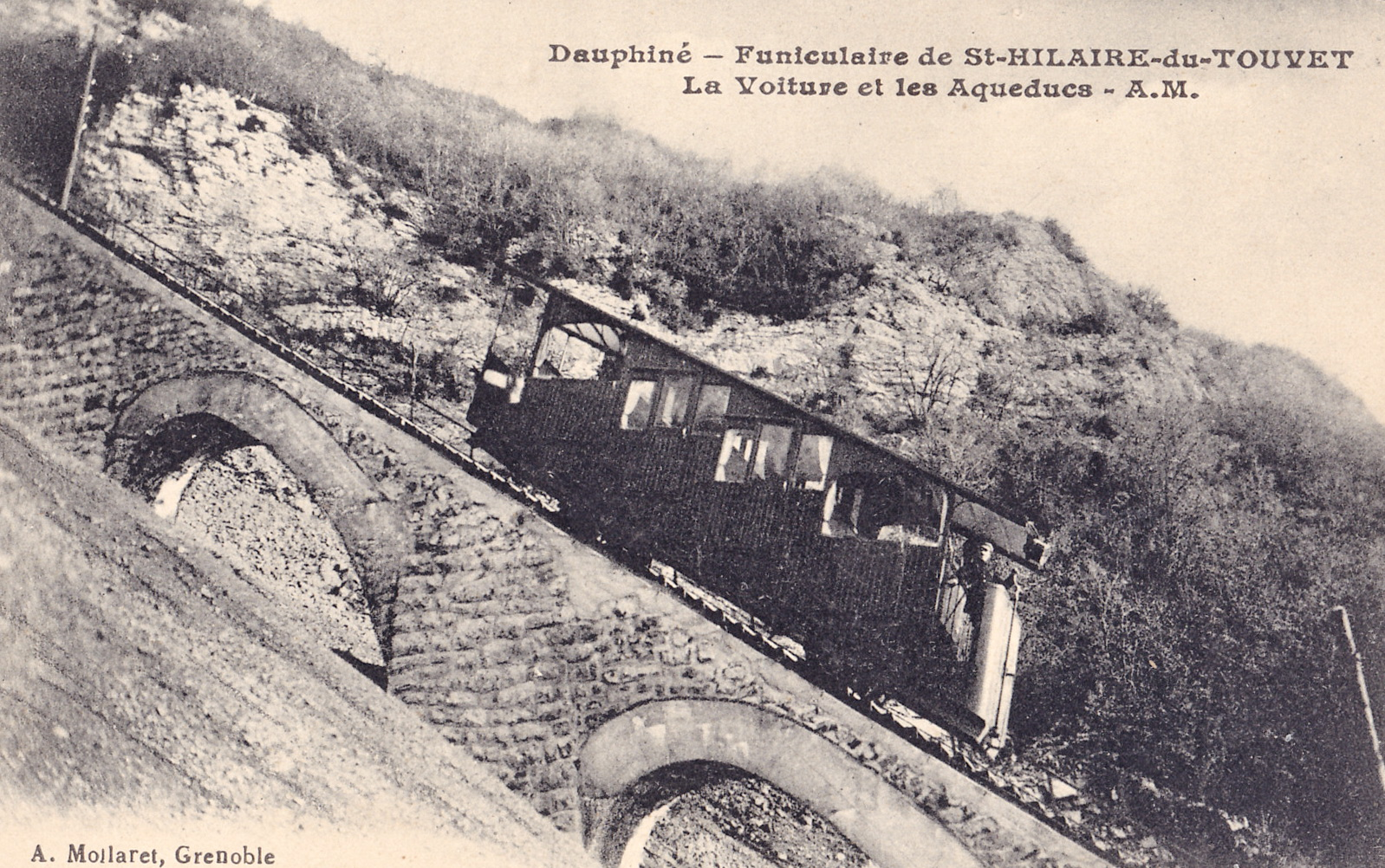
Voiture d'origine du funiculaire
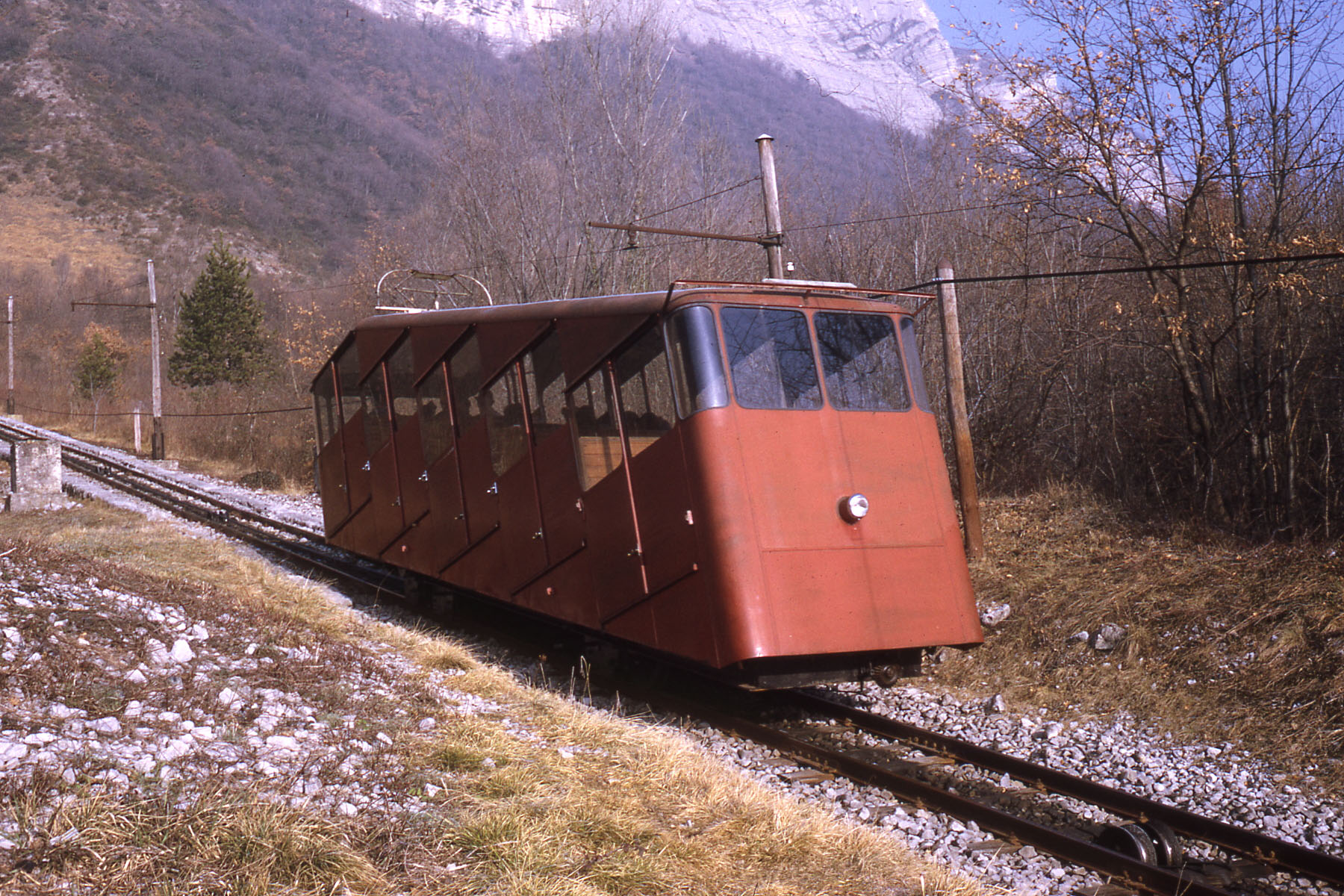
Le funiculaire en 1970.
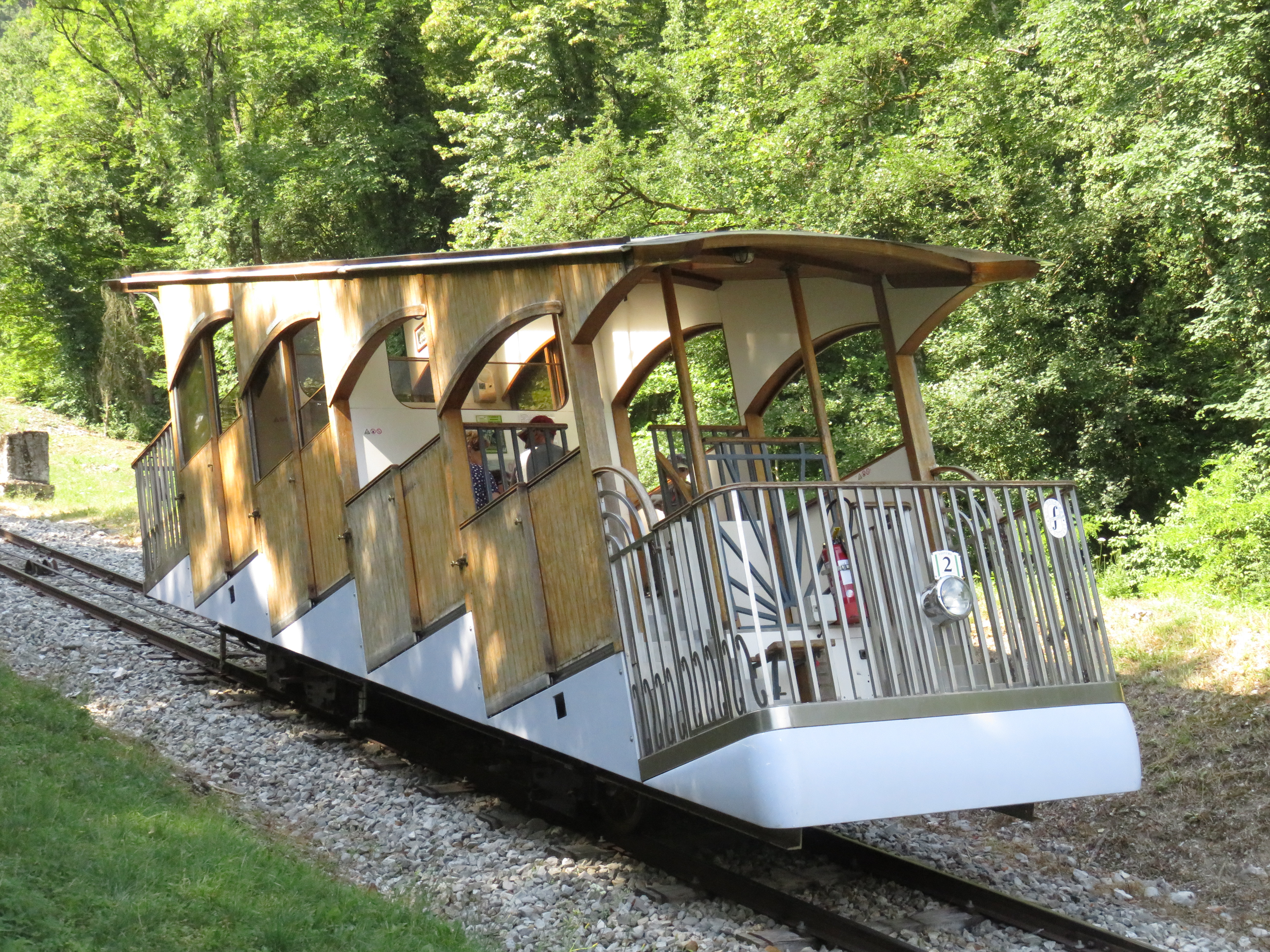
Voiture en 2018.

## Gare de jonction
La gare de Montfort était initialement desservie par le tramway de Grenoble à Chapareillan, puis par les autocars de la régie des VFD.

## Le tracé

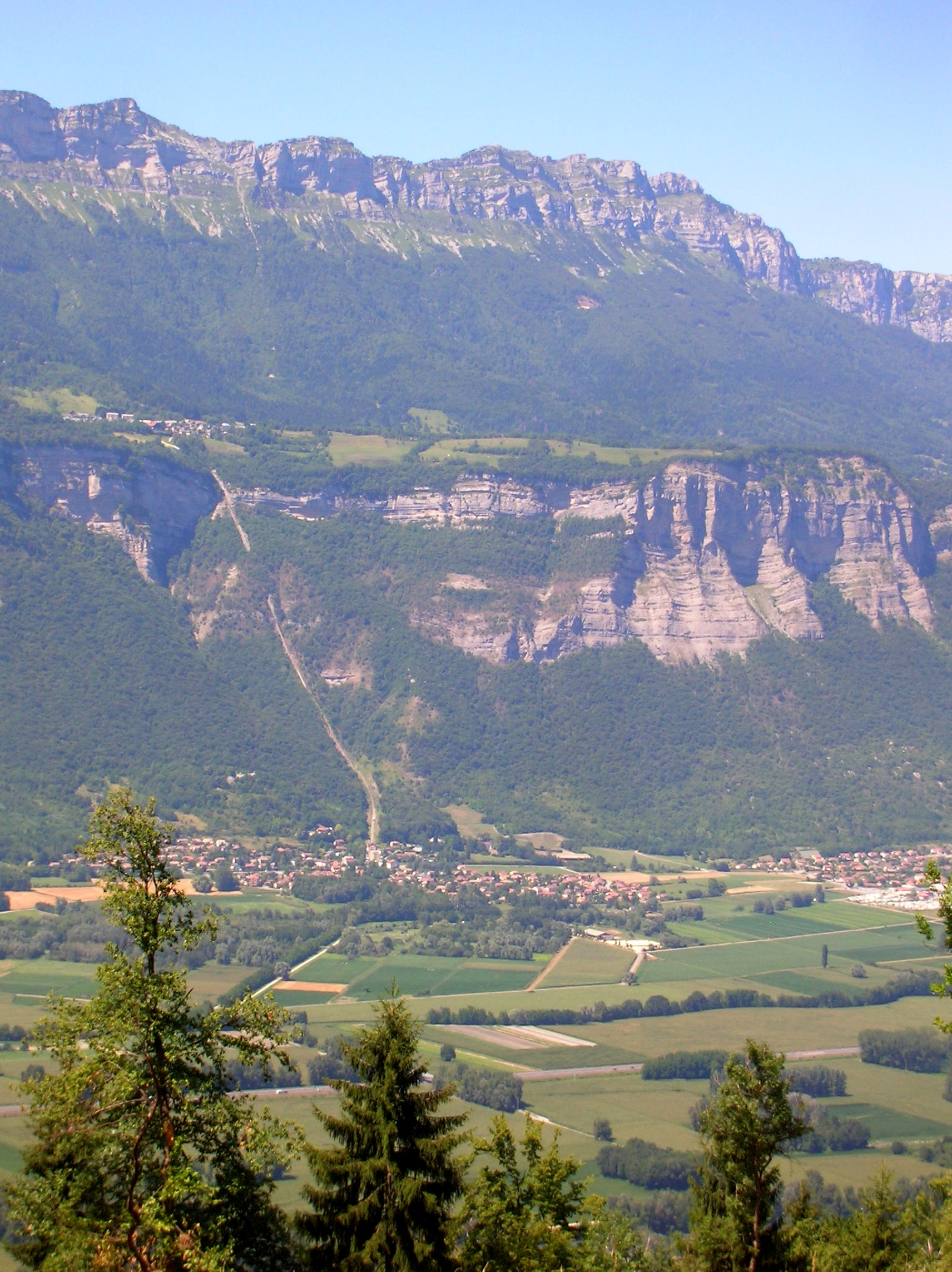
Le tracé vu depuis l'autre côté de la vallée.

La ligne construite à voie métrique a une longueur de 1,4 km. Elle a son origine dans la vallée du Grésivaudan, à Montfort, à une altitude de 251 m sur la commune de Lumbin, jusqu'au plateau des Petites Roches, après avoir traversé un tunnel de 130 m de long. La gare supérieure est située à l'altitude de 967 m.

## Activités
À la gare haute, on peut admirer le "laboratoire d'Icare". C'est un espace muséographique et de découverte de l'univers aérien qui présentant les expériences de Da Vinci, Newton et Galilée, des jeux sur l'air, la gravité et le vol, le fonctionnement du funiculaire et son histoire, et les films de la Coupe Icare.
Avec le funiculaire on peut rejoindre la via ferrata.

## Fonctionnement

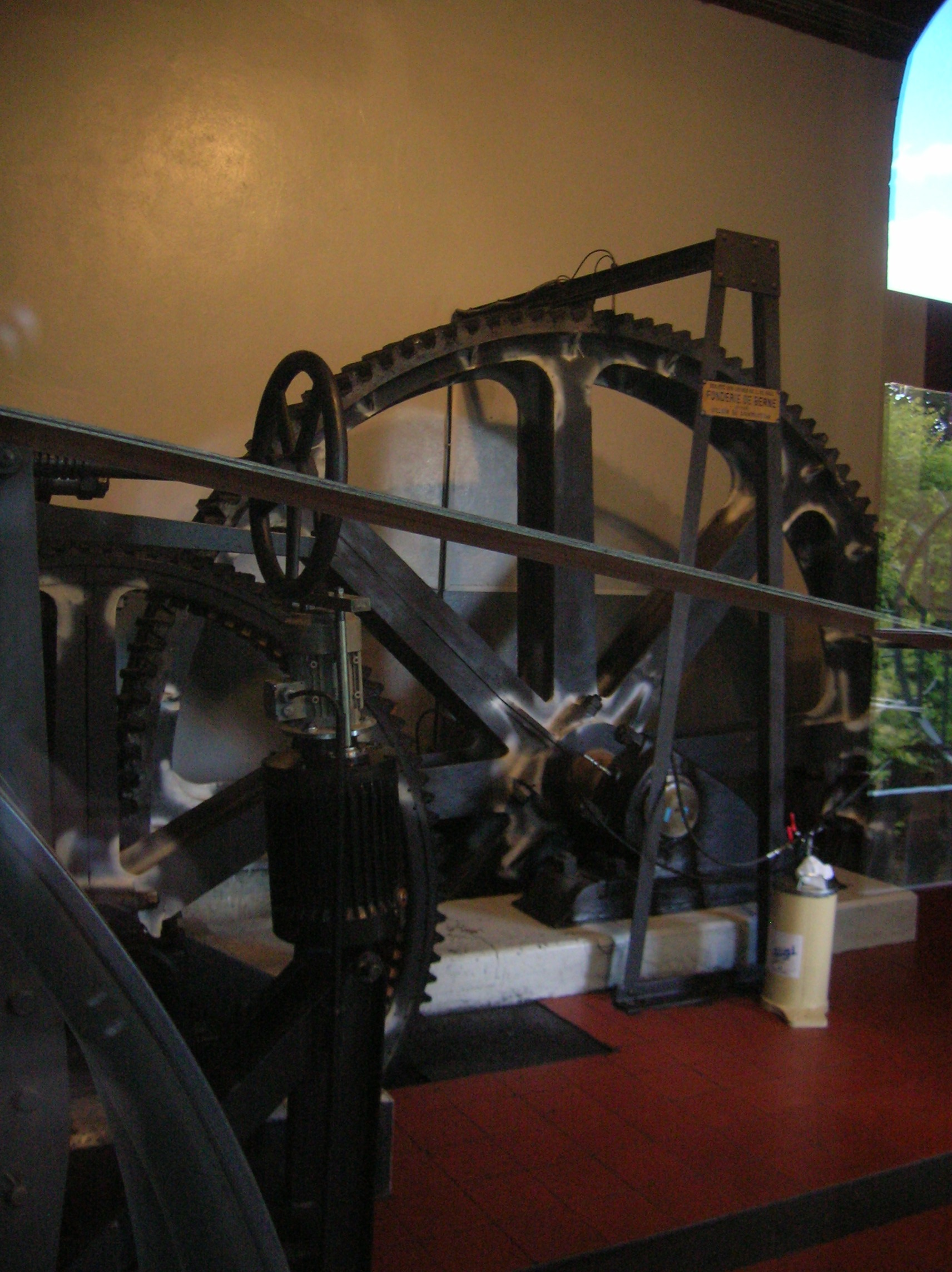
La machinerie

Le fonctionnement du funiculaire est basé sur trois éléments principaux: le rail, le câble et la machinerie :
Le câbleLes deux voitures sont tractées par un unique câble. La voie étant unique, les voitures se croisent sur un évitement du système Abt situé au milieu de la ligne qui sert aussi de station facultative ;
La machinerieLa machinerie actionnant le câble se trouve à la station supérieure. Elle a été livrée par la firme suisse Von Roll. La transmission primaire initialement en cuir est aujourd'hui en fibres synthétiques.

## Dans la culture
Le funiculaire de Saint-Hilaire-du-Touvet fait partie des lieux de tournage de Les Travaux d'Hercule (Titre original : The Labors Of Hercule), épisode 4 de la saison 13 de la série consacrée à Hercule Poirot. Dans la fiction, il représente le funiculaire qui mène à l'Hôtel Olympus, dans les Alpes Suisses.
A l'automne 2021 (deux mois avant la crue torrentielle), le réalisateur Richard Delay utilise le funiculaire pour l'une des scènes d'action principales de son long métrage Pas de Parole pas de pitié (à sortir en 2022),.